# Galle (kráter na Měsíci)

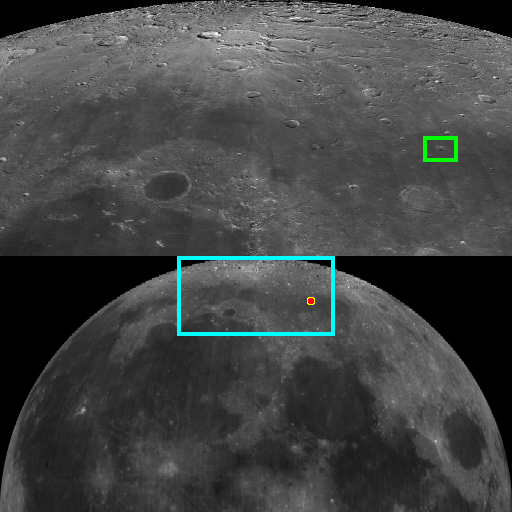
Poloha kráteru Galle

Galle je impaktní kráter nacházející se ve východní části Mare Frigoris (Moře chladu) na přivrácené straně Měsíce. Má průměr 21 km. Je pojmenován podle německého astronoma Johanna Gottfrieda Galleho, objevitele planety Neptun.
Severně od něj se táhne v Moři chladu brázda Rima Sheepshanks.
Severozápadně leží kráter Sheepshanks, jihozápadně se na opačném okraji moře nachází výrazný kráter Aristoteles se sousedícím Mitchellem.

## Satelitní krátery
V okolí kráteru se nachází několik dalších kráterů. Ty byly označeny podle zavedených zvyklostí jménem hlavního kráteru a velkým písmenem abecedy.
| Galle | Sel. šířka | Sel. délka | Průměr |
| ----- | ---------- | ---------- | ------ |
| A     | 53,9° S    | 22,3° V    | 6 km   |
| B     | 55,4° S    | 17,4° V    | 7 km   |
| C     | 57,8° S    | 24,5° V    | 11 km  |